# Hlavní dopravní řídicí ústředna hlavního města Prahy
Hlavní dopravní řídicí ústředna hlavního města Prahy (HDŔÚ), prezentovaná na veřejnosti též pod názvem Dopravní informační centrum Praha (DIC Praha), je pracovištěm telematického systému, který zajišťuje centrální dohled nad dopravní situací a  centrální koordinované řízení dopravy na pozemních komunikacích v Praze a poskytuje aktuální dopravní informace. Správu a modernizaci systému zajišťuje Technická správa komunikací hl. m. Prahy, řízení provozu prostřednictvím systému provádějí dopravní policisté. Oddělení provozu HDŘÚ sídlí v budově Centrálního dispečinku DPP, v dohledné době (cca v roce 2023) se má přestěhovat do nové budovy Multifunkčního operačního střediska Malovanka. Systém je v provozu od 1. července 2005.

## Činnost
Zdroji dat jsou detektory intenzity dopravy (přes 4000 detekčních smyček na 636 lokalitách), silniční meteorologický systém (cca 50 meteohlásek), patero vysokorychlostních vah, dohledový kamerový systém, světelná signalizační zařízení na cca 400 lokalitách, řídicí systémy tunelů, Národní dopravní informační centrum a Řídicí centrum Rudná (Řídící centrum silničního okruhu kolem Prahy), systémy Policie ČR, Hasičského záchranného sboru a Zdravotní záchranné služby či systém Centrální evidence uzavírek. DIC Praha úzce spolupracuje s Národním dopravním informačním centrem a pro území Prahy má primární odpovědnost za sběr, zpracování a sdílení dopravních informací.
Řídicí systémem HDŘÚ automaticky reaguje na danou dopravní situaci vyvoláním tzv. řídicích scénářů, jejichž kroky zajistí změnu stavu telematických zařízení (světelná signalizační zařízení, proměnné dopravní značky, zařízení pro provozní informace) s cílem udržení plynulosti dopravy.
Výstupy pro veřejnost jsou webový portál Dopravní informační centrum Praha a mobilní aplikace Doprava Praha. Tato rozhraní zpřístupňují údaje o intenzitě dopravy, o uzavírkách, o obsazenosti sledovaných veřejných parkovišť, snímky z městského kamerového systému a texty na proměnných informačních tabulích. Pilotním projektem DIC Praha byla také dynamická navigace, systém RDS-TMC (Radio Data System – Traffic Message Channel), který umožňuje řidiči vozidla vybaveného navigačním systémem přijímat aktuální dopravní informace vysílané formou nehlasového přenosu v rámci běžného rozhlasového vysílání VKV-FM – v roce 2015 na frekvenci programu Českého rozhlasu, stanici Regina.
Správu a modernizaci systému zajišťuje Technická správa komunikací hl. m. Prahy. Řízení dopravy prostřednictvím tohoto systému zajišťovali původně policisté dopravní služby krajského ředitelství policie hl. m. Prahy, na základě usnesení rady města z února 2014 působí od 1. května 2014 v téže ústředně též dispečeři a specialisté Technické správy komunikací hl. m. Prahy. V rámci korekce projektu výstavby Multifunkčního operačního střediska Malovanka však byla společná práce policistů s operativními pracovníky správce komunikací v jednom sále odmítnuta jako nepřijatelná.